# Evippa solanensis
Evippa solanensis är en spindelart som beskrevs av Benoy Krishna Tikader och C.L. Malhotra 1980. Evippa solanensis ingår i släktet Evippa och familjen vargspindlar. Inga underarter finns listade i Catalogue of Life.